# Tricheurymerus
Tricheurymerus is een kevergeslacht uit de familie van de boktorren (Cerambycidae). De wetenschappelijke naam van het geslacht werd voor het eerst geldig gepubliceerd in 1961 door Zajciw.

## Soorten
Tricheurymerus omvat de volgende soorten:
- Tricheurymerus obscurus (Prosen, 1947)
- Tricheurymerus quadristigma (Gounelle, 1909)